# フリードリヒ・クンマー
フリードリヒ・アウグスト・クンマー (Friedrich August Kummer, 1797年8月5日-1879年5月22日) は、マイニンゲン出身のチェロ奏者、オーボエ奏者、作曲家である。ドレスデン宮廷楽団で首席チェロ奏者を務め、チェロにおけるドレスデン楽派を代表する人物の1人であるとされた。

## 生涯

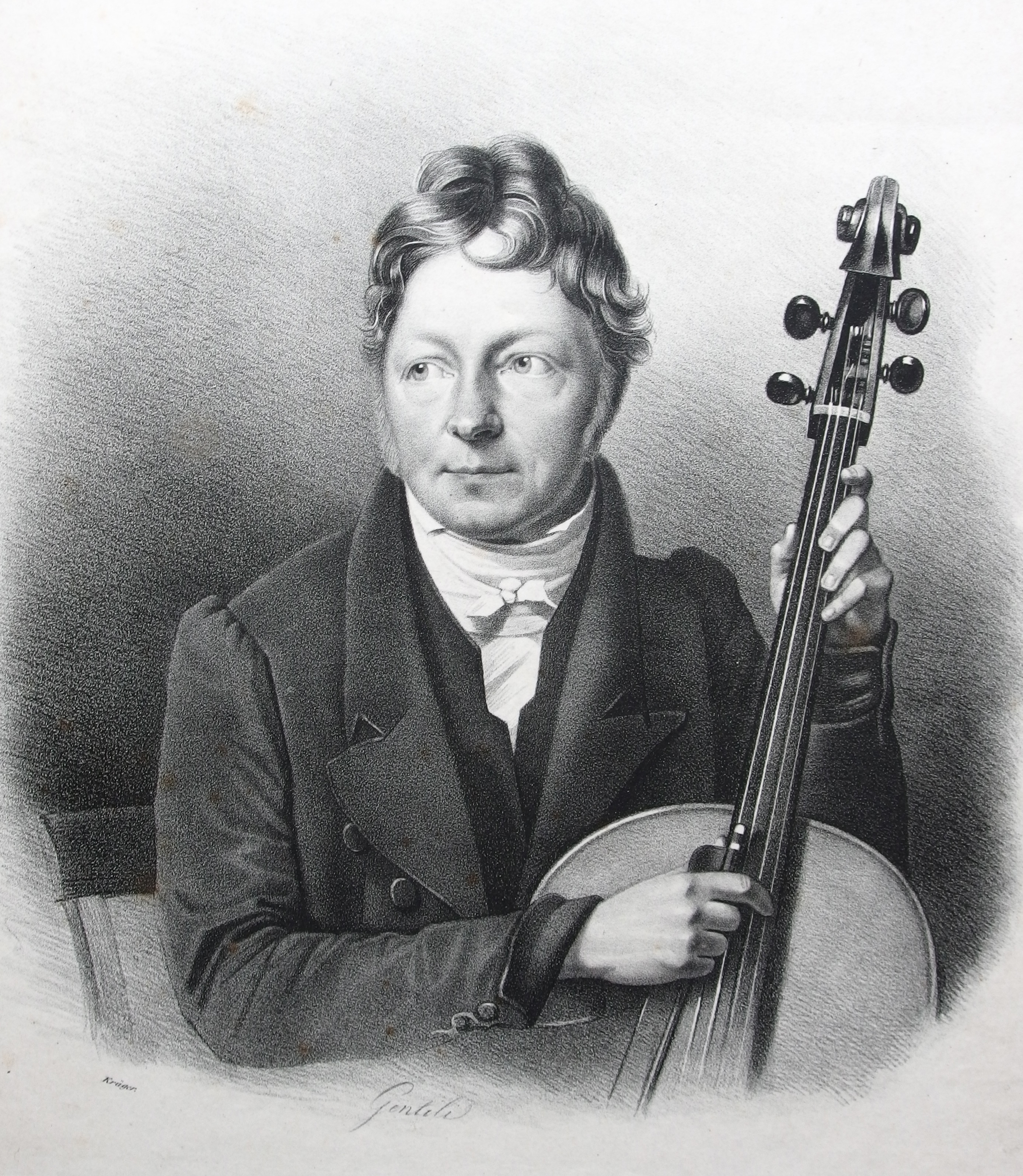
ベルンハルト・ロンベルク (1800年頃)

1797年8月5日、マイニンゲンに生まれる。父は公爵邸の楽団員で、のちにドレスデン宮廷楽団に移ったオーボエ奏者であった。
フリードリヒもはじめ父からオーボエを学んだが、父がドレスデンに移ると同時にチェロも演奏し始め、フリードリヒ・ドッツァウアーに師事した。なお、ドレスデンに滞在中のベルンハルト・ロンベルクにも師事したとされているが、詳細は明らかになっていない。
1814年にはドレスデン宮廷楽団へと応募したが、チェロの空席がなかったためオーボエ奏者として入団し、1817年に同団のチェロ奏者になった。なお、この移動は、当時ドレスデン宮廷楽団の指揮者を務めていたカール・マリア・フォン・ウェーバーによって行われた。1850年にフリードリヒ・ドッツァウアーが引退すると、クンマーは後を継いで首席チェロ奏者となり、「王立ザクセン・カンマーヴィルトゥオーゾ」の称号を得た。また、職務の一つとして室内楽活動を行った。
なお、コンサートマスターのポレドロやロッラ、フルート奏者のフュルステナウ、クラリネット奏者のコッテ、チェロ奏者のドッツァウアーなど、ドレスデン宮廷楽団の首席奏者たちは同僚の伴奏で独自の演奏活動を行なっていたが、クンマーもその例に倣った。また、カロル・リピンスキーを第1ヴァイオリン奏者とするアカデミーズ四重奏団は、ハイドン、モーツァルト、ベートーヴェンの作品の演奏を通して、ドレスデンの「最も重要な活動」とみなされるようになり、ヨーロッパ、スカンディナヴィアで称賛された。さらに1830年代からは、ヴァイオリン奏者のフランツ・シューベルト（作曲家のフランツ・シューベルトとは別人）と演奏活動を行い、出版事業でも協力した。
カール・マリア・フォン・ウェーバー、ハインリヒ・マルシュナー、リヒャルト・ワーグナーらの指揮で演奏したのち、1864年にクンマーはオーケストラを引退したが、1879年8月22日に死去するまで、音楽学校や家庭で教師として活躍した。

## 演奏スタイル

### 演奏スタイル

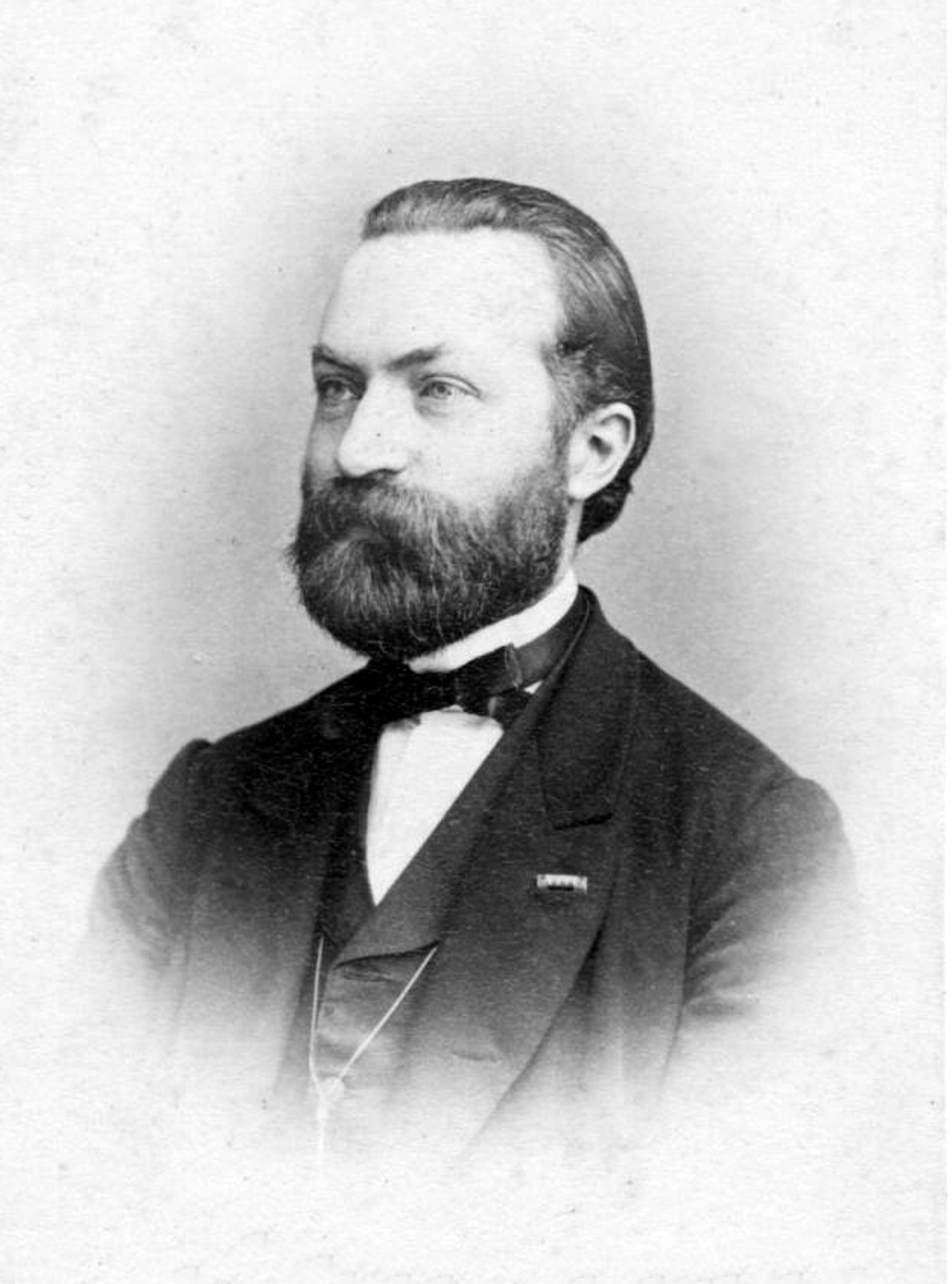
クンマーとともにドレスデン楽派を代表するチェリストであるフリードリヒ・グリュッツマッハー

物静かで慎重な性格が演奏にも反映されたと言われており、その気取りのなさや哀愁、力強さや性格無比な演奏が評価された。しかし、クンマー自身がスピッカートやスタッカート、弓を跳ねさせて弾くアルペジオを「怠惰なごまかし」とみなしていたこともあり、「フランス・ベルギー派で培われた、軽く素晴らしい弓のテクニックとはずっと無縁であった」とも評された。
また、クンマーはヴィブラートの使用を避けており、自身が著した教則本には「ヴィブラートは厳禁し、せいぜい例外としてのみ許す。旋律は、はっきりとした輪郭で描き出さねばならない。グルックも例を示したように、『震える』音の使用を避け、それはあくまで『例外として規定』した」と書いている。さらに演奏時の姿勢について、左足を右足より少し前に置きつつ、姿勢を真っ直ぐに保つよう説いた。
クンマーが教えた演奏スタイルは「手首の動きを誇張しすぎる傾向にあった」とも評された。その一方で「チェロの弓の毛留めの上に指を置く」という現代的な奏法に近い考えを抱いており、自由な動きを重視していたとも言われている。

### ドレスデン楽派
クンマーは師のドッツァウアーやロンベルク、後世のフリードリヒ・グリュッツマッハーらとともに、ドレスデン楽派と称されている。彼らの活躍により、ドレスデンは20世紀初頭まで「チェロ演奏の重要な中心地」であったと評された。
なお、ドレスデン楽派のチェリストたちの演奏方法には、共通点がいくつか指摘されている。まず、ロンベルクとクンマーは弱拍をアップボウで演奏するよう説いた。また、ピチカートを演奏する際、単音の場合は指板のC線側に置いた親指を基点にして右手の第1指か第2指ではじき、3弦のコードは順番にではなく同時に演奏した。ただ、ドレスデン楽派のチェリストたちの多くは左手を直角に構えて演奏したが、ロンベルクは手を斜めに構えていた。

## 教育活動
1856年の設立以来、ドレスデン音楽院で生涯教鞭をとった。弟子にはベルンハルト・コスマン、ユリウス・ゴルターマン、リヒャルト・ベルマン、フェルディナント・ベッヒマン、およびクンマーの2人の息子エルンストとマックスらがいる。なお、もう1人の息子はヴァイオリニストとなった。また、歌手に見習って自分の型を作るよう勧めた。

## 作曲家として
163の作品を出版したほか、宮廷劇場のために作曲した200作ほどが手書きの楽譜のまま残っている。チェロのための作品としては、コンチェルティーノ、デュエット、デュオ、コンチェルト、編曲、チェロ用の移調作品などを遺しており、その中でも特に『10のメロディック・スタディ 作品57』、『8つのグランド・エチュード』、101の練習曲がついた教則本は評価が高いとされている。チューリッヒ・トーンハレ管弦楽団でチェロ奏者を務めたユリウス・ベッキは、クンマーの教則本について「ポジションの移動並びにボーイングや左指のための基礎技術の習得に役立つ」と述べている。
クンマーの作品は、当時のアマチュアの音楽家にも人気であった。

### 英語文献
- Grove, George, ed. (1900), “Kummer, Friedrich” (英語), A Dictionary of Music and Musicians, ウィキソースより閲覧。

### 日本語文献
- ヴァレリー・ウォルデン『チェロの100年史 1740〜1840年の技法と演奏実践』松田健訳、道和書院、2020年、ISBN 978-4-8105-3003-2。
- エリザベス・カウリング『チェロの本』三木敬之訳、シンフォニア、1989年。
- マーガレット・キャンベル『名チェリストたち』山田玲子訳、東京創元社、1994年、ISBN 4-488-00224-2 。
- エーバー・シュタインドルフ『シュターツカペレ・ドレスデン 奏でられる楽団史』識名章喜訳、慶應義塾出版、2009年、ISBN 978-4-7664-1616-9。
- ユリウス・ベッキ『世界の名チェリストたち』三木敬之、芹沢ユリア訳、音楽之友社、1982年、ISBN 4-276-21618-4。